# جيمي مك فاي
جيمي مك فاي (بالإنجليزية: Jimmy McVeigh)‏ هو لاعب كرة قدم بريطاني في مركز الدفاع، ولد في 2 يوليو 1949. لعب مع وولفرهامبتون واندررز.